# نشتارود
نشتارود (بالفارسية: نشتارود) هي مدينة تقع في إيران في Nashta District. يقدر عدد سكانها بـ 5,837 نسمة .